# Saison 9 de Chicago PD
 (juin 2024).
Si vous disposez d'ouvrages ou d'articles de référence ou si vous connaissez des sites web de qualité traitant du thème abordé ici, merci de compléter l'article en donnant les références utiles à sa vérifiabilité et en les liant à la section « Notes et références ».
Chronologie
Saison 8 Saison 10
Cet article présente le guide des épisodes de la neuvième saison de la série télévisée américaine Chicago PD.

## Généralités
- Aux États-Unis, la saison sera diffusée à partir du 22 septembre 2021 sur le réseau NBC.
- Au Canada, la saison est diffusée en simultanée sur le réseau Citytv.

### Synopsis
La série décrit le quotidien de plusieurs patrouilleurs en tenue et de membres de l'unité des renseignements criminels affectés au 21e district du Chicago Police Department.

## Distribution

### Acteurs principaux
- Jason Beghe (VF : Thierry Hancisse) : Sergent Henry « Hank » Voight
- Jesse Lee Soffer : Detective Jay Halstead
- Tracy Spiridakos (VF : Olivia Luccioni): Detective Hailey Upton
- Marina Squerciati (VF : Olivia Nicosia) : Lieutenant Kim Burgess
- Patrick Flueger (VF : Sébastien Desjours) : Lieutenant Adam Ruzek
- LaRoyce Hawkins (VF : Daniel Lobé) : Lieutenant Kevin Atwater
- Amy Morton (VF : Françoise Vallon) : Sergent Trudy Platt

### Acteurs récurrents
- Nicole Ari Parker : Samantha Miller
- Ramona Edith Williams : Makayla Burgess
- Carmela Zumbado (VF : Jessica Monceau): Anna Avalos
- Alex Morf : Walker North, Agent spécial du FBI
- Amanda Payton : Celeste Nichol

### Invités crossovers
- Cesar Jamie : Cesar, ambulancier
- Desmond Grey : Desmond, ambulancier
- Guy Lockard : Dr Dylan Scott

## Liste des épisodes
Les vingt-deux épisodes de la neuvième saison de la série sont :

### Épisode 1:En toute illégalité
- États-Unis /  Canada : 22 septembre 2021 sur NBC / Citytv
- Suisse : 1er juillet 2022 sur RTS Un
- Belgique : 15 juillet 2022 sur RTL-TVI
- France : 18 octobre 2022 sur TF1

- États-Unis : 6,54 millions de téléspectateurs (première diffusion)

### Épisode 2:Un travail de bureau
- États-Unis /  Canada : 29 septembre 2021 sur NBC / Citytv
- Suisse : 1er juillet 2022 sur RTS Un
- Belgique : 15 juillet 2022 sur RTL-TVI
- France : 24 octobre 2022 sur TF1

- États-Unis : 6,22 millions de téléspectateurs (première diffusion)

### Épisode 3:Souvenirs explosifs
- États-Unis /  Canada : 6 octobre 2021 sur NBC / Citytv
- Suisse : 8 juillet 2022 sur RTS Un
- Belgique : 22 juillet 2022 sur RTL-TVI
- France : 24 octobre 2022 sur TF1

- États-Unis : 5,75 millions de téléspectateurs (première diffusion)

### Épisode 4:La Maison hantée
- États-Unis /  Canada : 13 octobre 2021 sur NBC / Citytv
- Suisse : 8 juillet 2022 sur RTS Un
- Belgique : 22 juillet 2022 sur RTL-TVI
- France : 24 octobre 2022 sur TF1

- États-Unis : 5,98 millions de téléspectateurs (première diffusion)

Hailey Upton ne trouve plus le sommeil depuis qu'elle a abattu Roy Walton pour sauver Hank Voight. Accompagnée d'Adam Ruzek, elle se rend dans une maison abandonnée, connue sous le nom de «maison de la mort». À l'intérieur, son collègue et elle découvrent, dans le sous-sol, une pièce entourée uniquement de murs, où un jeune garçon a été séquestré et subi des sévices sexuelles. L'enfant en question, Christian, s'est réfugié dans le garage d'un citoyen, mais la lieutenant réussit à l'en sortir et il est conduit à l'hôpital. En l'interrogeant avec Kim Burgess, elle apprend que celui-ci ne connait ni l'identité, ni l'apparence physique de son bourreau. Plus tard, Voight, des agents de police et elle trouvent des cadavres de petits garçons pêchés près d'une carrière. Jon Larkin, le propriétaire de la maison abandonnée qui a été arrêté et interrogé, tente de se suicider en se coupant les veines de ses deux bras, mais Voight et Upton arrêtent l'hémorragie et l'homme est conduit aux urgences.

### Épisode 5:Amour sous couverture
- États-Unis /  Canada : 20 octobre 2021 sur NBC / Citytv
- Suisse : 15 juillet 2022 sur RTS Un
- Belgique : 29 juillet 2022 sur RTL-TVI
- France : 24 octobre 2022 sur TF1

- États-Unis : 5,57 millions de téléspectateurs (première diffusion)

### Épisode 6:Fin de service
- États-Unis /  Canada : 27 octobre 2021 sur NBC / Citytv
- Suisse : 15 juillet 2022 sur RTS Un
- Belgique : 29 juillet 2022 sur RTL-TVI
- France : 25 octobre 2022 sur TF1

- États-Unis : 5,62 millions de téléspectateurs (première diffusion)

### Épisode 7:Motivations personnelles
- États-Unis /  Canada : 3 novembre 2021 sur NBC / Citytv
- Suisse : 15 juillet 2022 sur RTS Un
- Belgique : 5 août 2022 sur RTL-TVI
- France : 25 octobre 2022 sur TF1

- États-Unis : 5,58 millions de téléspectateurs (première diffusion)

### Épisode 8:Manipulations
- États-Unis /  Canada : 10 novembre 2021 sur NBC / Citytv
- Suisse : 22 juillet 2022 sur RTS Un
- Belgique : 5 août 2022 sur RTL-TVI
- France : 25 octobre 2022 sur TF1

- États-Unis : 5,58 millions de téléspectateurs (première diffusion)

### Épisode 9:L'Ultimatum
- États-Unis /  Canada : 8 décembre 2021 sur NBC / Citytv
- Suisse : 22 juillet 2022 sur RTS Un
- Belgique : 12 août 2022 sur RTL-TVI
- France : 25 octobre 2022 sur TF1

- États-Unis : 5,64 millions de téléspectateurs (première diffusion)

### Épisode 10:Où est Brianna?
- États-Unis /  Canada : 5 janvier 2022 sur NBC / Citytv
- Suisse : 22 juillet 2022 sur RTS Un
- Belgique : 12 août 2022 sur RTL-TVI
- France : 25 octobre 2022 sur TF1

- États-Unis : 6,06 millions de téléspectateurs (première diffusion)

### Épisode 11:Le Dernier mensonge
- États-Unis /  Canada : 12 janvier 2022 sur NBC / Citytv
- Suisse : 29 juillet 2022 sur RTS Un
- Belgique : 19 août 2022 sur RTL-TVI
- France : 26 octobre 2022 sur TF1

- États-Unis : 5,81 millions de téléspectateurs (première diffusion)

### Épisode 12:Le Point faible
- États-Unis /  Canada : 19 janvier 2022 sur NBC / Citytv
- Suisse : 29 juillet 2022 sur RTS Un
- Belgique : 19 août 2022 sur RTL-TVI
- France : 26 octobre 2022 sur TF1

- États-Unis : 5,79 millions de téléspectateurs (première diffusion)

### Épisode 13:Erreur sur la personne
- États-Unis /  Canada : 23 janvier 2022 sur NBC / Citytv
- Suisse : 29 juillet 2022 sur RTS Un
- Belgique : 26 août 2022 sur RTL-TVI
- France : 26 octobre 2022 sur TF1

- États-Unis : 6,01 millions de téléspectateurs (première diffusion)

### Épisode 14:Lettres de sang
- États-Unis /  Canada : 2 mars 2022 sur NBC / Citytv
- Suisse : 5 août 2022 sur RTS Un
- Belgique : 26 août 2022 sur RTL-TVI
- France : 26 octobre 2022 sur TF1

- États-Unis : 5,81 millions de téléspectateurs (première diffusion)

### Épisode 15:L'Enlèvement
- États-Unis /  Canada : 9 mars 2022 sur NBC / Citytv
- Suisse : 5 août 2022 sur RTS Un
- Belgique : 2 septembre 2022 sur RTL-TVI
- France : 26 octobre 2022 sur TF1

- États-Unis : 6,38 millions de téléspectateurs (première diffusion)

### Épisode 16:Rapprochement
- États-Unis /  Canada : 16 mars 2022 sur NBC / Citytv
- Suisse : 5 août 2022 sur RTS Un
- Belgique : 2 septembre 2022 sur RTL-TVI
- France : 28 octobre 2022 sur TF1

- États-Unis : 5,33 millions de téléspectateurs (première diffusion)

### Épisode 17:À la dérive
- États-Unis /  Canada : 6 avril 2022 sur NBC / Citytv
- Suisse : 12 août 2022 sur RTS Un
- Belgique : 9 septembre 2022 sur RTL-TVI
- France : 28 octobre 2022 sur TF1

- États-Unis : 5,71 millions de téléspectateurs (première diffusion)

### Épisode 18:Le Nouveau
- États-Unis /  Canada : 13 avril 2022 sur NBC / Citytv
- Suisse : 12 août 2022 sur RTS Un
- Belgique : 9 septembre 2022 sur RTL-TVI
- France : 30 octobre 2022 sur TF1

- États-Unis : 5,92 millions de téléspectateurs (première diffusion)

### Épisode 19:Le Cerveau de l'affaire
- États-Unis /  Canada : 20 avril 2022 sur NBC / Citytv
- Suisse : 12 août 2022 sur RTS Un
- Belgique : 16 septembre 2022 sur RTL-TVI
- France : 30 octobre 2022 sur TF1

- États-Unis : 6,08 millions de téléspectateurs (première diffusion)

### Épisode 20:Souvenirs d'enfance
- États-Unis /  Canada : 11 mai 2022 sur NBC / Citytv
- Suisse : 19 août 2022 sur RTS Un
- Belgique : 16 septembre 2022 sur RTL-TVI
- France : 30 octobre 2022 sur TF1

- États-Unis : 5,56 millions de téléspectateurs (première diffusion)

### Épisode 21:Château de cartes
- États-Unis /  Canada : 18 mai 2022 sur NBC / Citytv
- Suisse : 19 août 2022 sur RTS Un
- Belgique : 23 septembre 2022 sur RTL-TVI
- France : 30 octobre 2022 sur TF1

- États-Unis : 5,47 millions de téléspectateurs (première diffusion)

### Épisode 22:Ensemble
- États-Unis /  Canada : 25 mai 2022 sur NBC / Citytv
- Suisse : 19 août 2022 sur RTS Un
- Belgique : 23 septembre 2022 sur RTL-TVI
- France : 30 octobre 2022 sur TF1

- États-Unis : 5,98 millions de téléspectateurs (première diffusion)

L'explosion d'un camion rempli de drogues a touché Hailey Upton à l'oreille droite, mais la lieutenant est saine et sauve. Hank Voight fonce chercher Anna Avalos en voiture, puis l'embarque avec lui à l'unité de renseignements, tout en lui expliquant que Javier Escano a découvert sa couverture. Sur place, la jeune femme jette un œil sur l'enquête menée par l'équipe, puis est interrogée par un agent du bureau du Procureur concernant le criminel. Après avoir obtenu des mandats de perquisition des biens immobiliers liés au mafieux, Jay Halstead et Voight découvrent Escano au sous-sol de la boulangerie, poignardé, émasculé et la cavité tranchée, se vidant de son sang. Ils essaient de le maintenir en vie en attendant l'arrivée des secours, mais il est malheureusement trop tard. Avant de mourir, le chef du gang révèle que c'est Anna la responsable. Le chef du district apprend ensuite que son indic a disparu. Il se rend chez elle, mais ne trouve rien.  